# 新利亞利亞
59°03′22″N 60°36′10″E / 59.0561°N 60.6028°E
新利亞利亞（俄语：Но́вая Ля́ля）是俄羅斯斯維爾德洛夫斯克州西部的一個城市，位於利亞利亞河畔，距葉卡捷琳堡以北306公里。2002年人口14,584人。
1723年開埠。1938年建市。